# Florence Austin
Pour les articles homonymes, voir Austin.
Florence Austin, née le 11 mars 1884 et morte le 1er septembre 1927, est une violoniste américaine.

## Jeunesse et éducation
Austin est née à Galesburg dans le Michigan, elle est la fille d'Edward Eldee Austin et d'Ella J. Austin. Son père est chirurgien et professeur à la faculté de médecine ; sa sœur Marion est organiste et compositrice, connue sous le nom de M. Austin Dunn.
Austin commence à étudier le violon à Minneapolis à l'âge de sept ans, puis déménage à New York à 14 ans. Là, elle étudie la musique pendant plusieurs années avec Henry Schradieck et Camille Urso. Elle termine ses études musicales auprès d'Ovide Musin, avec qui elle part à l'étranger pour entrer au Conservatoire royal de Liège (Belgique), sous sa direction. Elle y reçoit le premier prix du concours de violon avec le plus grand nombre de concurrents de l'histoire de cet institut. Elle reçoit la médaille des mains d'Eugène Ysaÿe, qui était l'un des juges de ce concours.

## Carrière
Après avoir obtenu son diplôme du Conservatoire de Liège, elle fait des débuts remarqués en Europe ; s'ensuivent des représentations aux États-Unis, notamment en tant que membre du Women's String Quartet. Elle fait une tournée dans tout le pays entre 1910 et 1911. En 1914, elle joue avec succès au Maine Music Festival ; plus tard la même année, elle donne un récital à l'Aeolian Hall de New York. Elle fait également une autre tournée occidentale pour la saison de concerts de 1916-1917. En 1920, elle part en tournée au sein d'un trio avec une soprano et un pianiste, parrainée par la National Society for Broader Education,. Sa sœur l'accompagne parfois au piano.
Elle est choisie par Ovide Musin pour prendre la tête du département de violon de la « Musin Virtuoso School » de Newark. Ses étudiants donnent un récital à l'Aeolian Hall en 1908.

## Décès
Austin décède en 1927 dans un accident de chemin de fer à Fairchild, Wisconsin, à l'âge de 43 ans.